# 沙布胡斯帕魯村
沙布胡斯帕魯村（波斯語：شبخوس پهلو），是伊朗吉兰省阿姆拉什县中央區南阿姆拉什鄉的一个村。2006年人口普查顯示該村人口为213人，分佈在56个家庭中。